# Volkswagen en Top Race
Volkswagen es una de las marcas más reconocidas en el mercado automotor argentino, siendo al mismo tiempo reconocida a nivel deportivo. Esta marca alemana de automóviles que desembarcara en Argentina en 1980, fue amplia protagonista, no solo en ventas, sino también en el ámbito deportivo, debido a sus participaciones en las categorías TC 2000 y Turismo Nacional.
En cuanto al Top Race, la primera vez que un modelo de la casa alemana participó en esta categoría fue en el año 1997, cuando apareció por primera vez un Volkswagen Golf VR6, comandado por Roberto Urretavizcaya. La aparición de este modelo se dio gracias al primitivo reglamento de la categoría que buscaba fomentar la libre preparación de los vehículos, lo que le permitía al Golf mezclarse fácilmente con modelos como los Mercedes-Benz C-202 o los Nissan 300 que dominaban en esa época el parque de la categoría, lo que hasta le permitió obtener su primera victoria en el autódromo de la Ciudad de Rosario. Tras esta participación, la marca no tuvo representantes hasta el año 2004 en el que se presentó a competir un Volkswagen Polo, aunque sin resultados relevantes.
La historia grande de VW en esta categoría llegó de la mano de la creación en 2005 del TRV6, categoría que aglutinaba a las marcas más populares del mercado argentino, siendo puestos en pista sus modelos de alta gama. En el caso de Volkswagen, el modelo elegido fue el Volkswagen Passat V, el cual fue conocido como Passat TRV6. Los primeros éxitos de la marca alemana, llegaron en los años 2007 y 2008, cuando el piloto Emiliano Spataro obtuvo el bicampeonato de ese año, dándole a la marca sus dos únicas coronas que posee en la actualidad.
A fines del año 2010, fue presentado un proyecto de reestructuración del TRV6, presentando unidades con mejoras aerodinámicas y motores de mayor potencia y cilindrada, los cuales están previsto estrenarse para el año 2011. Uno de los modelos presentados en esa oportunidad, fue un Volkswagen Passat CC, el cual mantendría el código de su antecesor, Passat TRV6.

## Historia
Desde su llegada al país en 1980, Volkswagen fue una de las marcas más protagonistas del automovilismo argentino, gracias a sus intervenciones en categorías como el TC 2000 (donde obtuvo cuatro campeonatos) y el Turismo Nacional (donde obtuviera otra cantidad de coronas). Tal fue así que en el año 1997, la nueva categoría de Top Race, permite la participación del modelo Volkswagen Golf VR6, teniendo como principales pilotos a Roberto Urretavizcaya, Miguel Ángel Etchegaray, Martín Salaverry (h) y Roberto Basualdo, entre otros.
En 2004 se implementaría el Volkswagen Polo, siendo su piloto Carlos Luaces, quien no obtuviera resultados de relevancia ese año.
Con el advenimiento del TRV6 en el año 2005, la categoría homóloga el modelo Volkswagen Passat V como representante de la marca. Este modelo, competiría en ese año logrando resultados muy relevantes. Sin embargo, la primera victoria de un Passat en el TRV6, recién se daría al año siguiente, cuando José Luis Di Palma consiguiera ganar en la primera fecha de ese calendario, la carrera clasificatoria impuesta por reglamento. En este año, Julio Catalán Magni y Emiliano Spataro también se llevarían la victoria, quedando Spataro con chances serias de campeonar. Finalmente, una polémica definición terminaría dejando a Spataro con las manos vacías y esperando al año siguiente.
En 2007, las cosas cambian para la marca alemana, ya que luego de haber competido en las primeras fechas con un Renault Laguna II, Spataro retorna a la marca llevándose un triunfo y algunos podios con la marca alemana (Inicialmente, ya había sumado puntos con el modelo de Renault), los cuales le terminarían dando su primer campeonato de TRV6. Ese mismo año, otro piloto Passat que se alzaría con el triunfo sería Martín Ponte.
En 2008, la categoría se reformula, homologando cinco modelos para competir, de los cuales el Volkswagen Passat V fue confirmado junto al Chevrolet Vectra II, Ford Mondeo II, Mercedes-Benz Clase C y Peugeot 407. Este año, nuevamente Spataro se alzaría con el título, ganando el primer bicampeonato de la historia del TRV6.
A partir del año 2009, la marca comenzaría a entrar en un profundo ostracismo, del cual pasaría sin obtener título alguno y disminuyendo su participación. Aun así, en el año 2010, volvería al triunfo de la mano de Norberto Fontana, quien competiría con apoyo oficial de un concesionario de Volkswagen. Para el último semestre de ese año, Spataro volvería a poner al Passat en el escalón más alto del podio, cortando la racha triunfal de tres victorias consecutivas del piloto Agustín Canapino, campeón de este petit torneo.
En el año 2012 fue estrenada una reformulación en el parque automotor del TRV6, siendo presentado el Volkswagen Passat CC como coche representativo de la marca. Al mismo tiempo, el primitivo parque del TRV6, pasó a denominarse Top Race Series y a su vez, el Volkswagen Passat V pasaría a ser el modelo representativo de la marca en esa categoría.
En el año 2014, el Top Race Series sufriría una radical transformación en su parque automotor, pasando todos los coches a utilizar carrozados genéricos identificados con plóteres que simulen las distintas marcas participantes. Para esta iniciativa, Volkswagen sería elegida para el diseño de las unidades, dado que el modelo elegido para diseñar este carrozado, imita la silueta del modelo Passat CC. Al mismo tiempo y con la representación de las marcas a través de los plóteres, Volkswagen se vería representada con el modelo Volkswagen Vento II.

## Palmarés
| Título  | Categoría | Piloto           | Automóvil              | Año  |
| ------- | --------- | ---------------- | ---------------------- | ---- |
| Campeón | TRV6      | Emiliano Spataro | Volkswagen Passat V(*) | 2007 |
| Campeón | TRV6      | Emiliano Spataro | Volkswagen Passat V    | 2008 |

(*) En este año, había arrancado corriendo con un Renault Laguna II, modelo al que reemplazó a las pocas carreras por un Volkswagen Passat V.

## Pilotos ganadores con la marca en TRV6
- José Luis Di Palma
- Julio Catalán Magni
- Emiliano Spataro
- Martín Ponte
- Norberto Fontana